# Jazovac
Jazovac je naseljeno mjesto u sastavu općine Bosanska Gradiška, Republika Srpska, BiH.

## Stanovništvo
| Jazovac            |              |
| Godina popisa      | 1991.        |
| Srbi               | 207 (92,00%) |
| Hrvati             | 2 (0,89%)    |
| Muslimani          | 0            |
| Jugoslaveni        | 5 (2,22%)    |
| ostali i nepoznato | 11 (4,89%)   |
| ukupno             | 225          |